# SAR-21
Das SAR-21 ist ein in Singapur entwickeltes und von den Streitkräften des Landes verwendetes Gewehr im Bullpup-Design. Dies bedeutet, dass das Magazin hinter dem Griffstück und dem Abzug angeordnet ist.

## Entwicklung
Die Entwicklung des Gewehres begann im Jahr 1995 und wurde schließlich 1999 abgeschlossen, woraufhin noch im selben Jahr die Serienproduktion aufgenommen wurde. Inzwischen ersetzt Singapur alle genutzten Gewehre durch die SAR-21-Familie.
Das Magazin ist durchsichtig, so dass der Füllstand jederzeit abgelesen werden kann. Im Tragegriff ist standardmäßig ein optisches Visier (1,5-fach) eingebaut. Für die Waffe werden Läufe mit verschiedenem Drall angeboten. Für die ältere M193-Patrone beträgt die Steigung 305 mm, für die neuere SS109-Patrone 178 mm.

## Versionen
- SAR-21: das Standardgewehr
- SAR-21 GL: mit Granatwerfer unter dem Lauf und Laserpointer extern links über dem Handschutz
- SAR-21 P-Rail: statt des serienmäßigen optischen Visiers eine Picatinny-Schiene
- SAR-21 RIS: sowohl Visier als auch Handschutz sind durch Picatinny-Schiene ersetzt
- SAR-21 Sharp Shooter: mit 3-fach-Visier